# NAALE Elite Academy

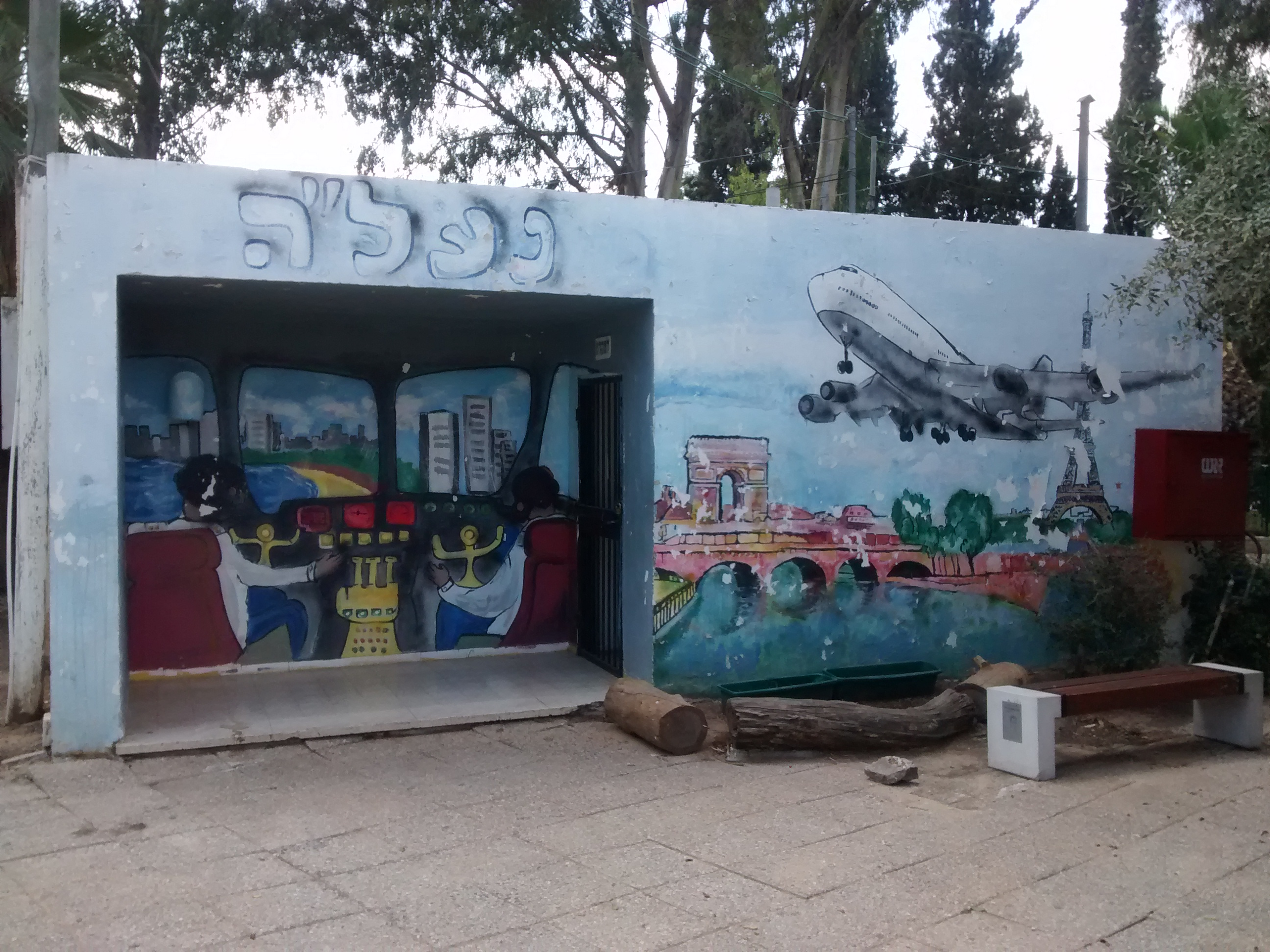
NAALE

Das NAALE Elite Academy (Heb. נעל"ה) ist ein Programm, welches von der israelischen Regierung und der Sochnut (Jewish Agency for Israel) finanziert wird. Es ermöglicht jüdischen Jugendlichen aus der Diaspora, den Schulabschluss (Abitur) in Israel abzulegen. Seit seinem Beginn haben mehr als 10.000 Teenager, die ohne ihre Eltern nach Israel einreisten, an diesem Programm teilgenommen.
Das Wort „NAALE“ ist eine hebräische Kurzform für „Jugendliche immigrieren vor ihren Eltern“ (hebräisch: נוער עולה לפני ההורים).

## Generelle Informationen
Während der Jahre 1992–1993 begann das Bildungsministerium mit der Unterstützung der israelischen Regierung damit, das NAALE Programm einzuführen. Hauptgrund dafür waren jüdische Eltern aus der Gemeinschaft Unabhängiger Staaten, welche die Regierung Israels darum baten, ihre Kinder dort studieren zu lassen.
Die israelische Regierung entschied in den beiden folgenden Jahren, 1994–1995, die Verantwortung für dieses Programm an der Sochnut und Aliyat ha-Noar zu übertragen.
Ende 1995, nur ein paar Tage vor seinem Tod, übertrug der Premierminister Jitzchak Rabin die Verantwortung wieder zurück auf das Bildungsministeriums.
Danach wurde das Programm durch die auf Initiative des Bildungsministers ins Leben gerufene Association of Promotion of Education in Israel weitergeführt.
Die NAALE besteht aus folgenden Abteilungen: Erziehung, Kommunikationsabteilung für das Ausland (Russland, Westeuropa, Lateinamerika, Frankreich, englischsprachige Länder), Medizinische Abteilung, Verwaltung, und eine Abteilung, die für die Integration der Schüler verantwortlich ist.
Die Leitung von NAALE ist verantwortlich für die Aufnahme der Schüler und unterstützt die Schulen, die Schüler und deren Eltern. Die Anzeigen und Werbung zur Gewinnung neuer Schüler wird von der Sochnut Agenten durchgeführt. Zudem ist die Sochnut für die Vorbereitung der Jugendlichen auf ihren ersten Israel-Aufenthalt verantwortlich, die Ankunftsmodalitäten und die Kommunikation mit der Familie der Jugendlichen im Heimatland.